# Nuclear Safety Commission of Japan
Die Nuclear Safety Commission of Japan (NSC, engl. für „Nuklearsicherheitskommission Japans“; jap. 原子力安全委員会, genshiryoku anzen iinkai, wörtl. „Atomenergiesicherheitskommission“) war ein Gremium von Wissenschaftlern, das die japanische Regierung in Angelegenheiten der Sicherheit kerntechnischer Anlagen beriet. Die Kommission wurde 1978 eingerichtet und setzte sich aus fünf Fachleuten aus den Bereichen Reaktortechnik und Strahlenbiologie zusammen, die jeweils vom japanischen Premierminister ernannt wurden; zudem konnte sie auf etwa 35 weitere Experten für Nuklearsicherheit zurückgreifen. Das Büro der NSC befand sich im Zentralen Regierungsgebäude Nr. 4 im Ministerienviertel von Kasumigaseki, Chiyoda, Tokio.
Die Kommission wurde zum 19. September 2012 aufgelöst und durch die Genshiryoku Kisei Iinkai ersetzt.

## Geschichte
1955 erließ die japanische Regierung das japanische Atomenergiegesetz (原子力基本法) mit dem Ziel, die friedliche Nutzung der Kernenergie in Japan zu fördern, sowie das „Gesetz zur Einrichtung der Atomenergiekommission und der Atomenergiesicherheitskommission“ (jap. 原子力委員会及び原子力安全委員会設置法, genshiryoku iinkai oyobi genshiryoku anzen iinkai setchi hō). 1956 wurde auf Grundlage des letzteren Gesetzes die Japan Atomic Energy Commission (JAEC, engl. für 原子力委員会, genshiryoku iinkai, „Atomenergiekommission“) eingerichtet. Die Aufgabe der JAEC ist seitdem, Richtlinien für die Nutzung der Kernenergie in Japan zu erarbeiten und die damit festgelegten Ziele weiter zu verfolgen.
1978 wurde aus der JAEC die Nuclear Safety Commission als davon unabhängige Institution ausgegliedert, um im Gegensatz zu der auf Förderung der Kernenergie ausgerichteten JAEC als Überwachungsinstanz agieren zu können. Beide Kommissionen sind ähnlich organisiert und waren der Behörde für Wissenschaft und Technologie zugeordnet.
1981 veröffentlichte die NSC ihren ersten Bericht zur Nuklearsicherheit.
Im Zuge der Reorganisation der japanischen Regierung wurden die beiden Kommissionen 2000 zunächst dem Büro des Premierministers und 2001 dann dem Kabinettsbüro zugeordnet, während die Behörde für Wissenschaft und Technologie im neuen Kultus- und Technologieministerium (MEXT) aufging.

## Tätigkeit
Zu den Aufgaben der NSC gehört die Überwachung der japanischen Atomaufsichtsbehörde und des MEXT und deren Beratung in Sicherheitsfragen, sowie das Festlegen von Sicherheitsrichtlinien für kerntechnische Anlagen und für den Strahlenschutz. Die NSC analysiert auch Nuklearunfälle und berät den japanischen Premierminister bei nuklearen Notfällen. Sie ist nach ISO 9001 zertifiziert.
Auf Grundlage von Daten des Erdbebens von Kōbe 1995 überarbeitete die Kommission 2006 die Richtlinien für den Erdbebenschutz japanischer Kernkraftwerke. 2007 kritisierte der Seismologe Katsuhiko Ishibashi, Professor an der Universität Kōbe, diese Richtlinien und stellte die Unabhängigkeit der NSC in Frage. Eine Untersuchung der Internationalen Atomenergie-Organisation (IAEO) von 2011 ergab, dass die Richtlinien abstrakt, unüberprüfbar und unverbindlich sind.

### Nuklearkatastrophe von Fukushima
Während der Nuklearkatastrophe von Fukushima veröffentlichte die NSC regelmäßig Auswertungen zur Strahlungsbelastung in der Umgebung des Kraftwerks. Sie schätzte auch die Gesamtfreisetzung an radioaktiven Stoffen (→ siehe Strahlungsbelastung durch die Nuklearunfälle von Fukushima), was der japanischen Atomaufsichtsbehörde als Vergleichswert bei der Einstufung der Unfallserie auf Stufe 7 („katastrophaler Unfall“) der Internationalen Bewertungsskala für nukleare Ereignisse diente.
Die Kommission berechnete ab dem 11. März 2011 anhand von Computermodellen die zu erwartende radioaktive Kontamination im Umfeld des havarierten Kernkraftwerks Fukushima-Daiichi, hielt die Ergebnisse jedoch zusammen mit der japanischen Regierung unter Verschluss, um Panik in der Bevölkerung zu vermeiden. Dies wurde mehrfach öffentlich kritisiert. Erst am 2. Mai 2011 veröffentlichte die NSC die Daten auf ihrer Website, nachdem Toshiso Kosako, wissenschaftlicher Sonderberater von Premierminister Naoto Kan für die Nuklearkrise, unter Protest über das staatliche Krisenmanagement zurückgetreten war.
Die NSC wurde auch dafür kritisiert, dass sie keinen einzigen ihrer Experten als Berater ins Kraftwerk entsandte.
Infolge der Unfälle stellte der Vorsitzende Haruki Madarame, Professor für Ingenieurwesen (Fluid- und Wärmetechnik) an der Universität Tokio, fest, dass die Sicherheitsrichtlinien der NRC unzureichend sind. Sie erklären einen längeren Stromausfall – eine der Hauptursachen für die Fukushima-Katastrophe – für vernachlässigbar.
Daher wurde die Kommission und die Japanische Atomaufsichtsbehörde zum 19. September 2012 aufgelöst und durch die Genshiryoku Kisei Iinkai ersetzt.